# Magnepan

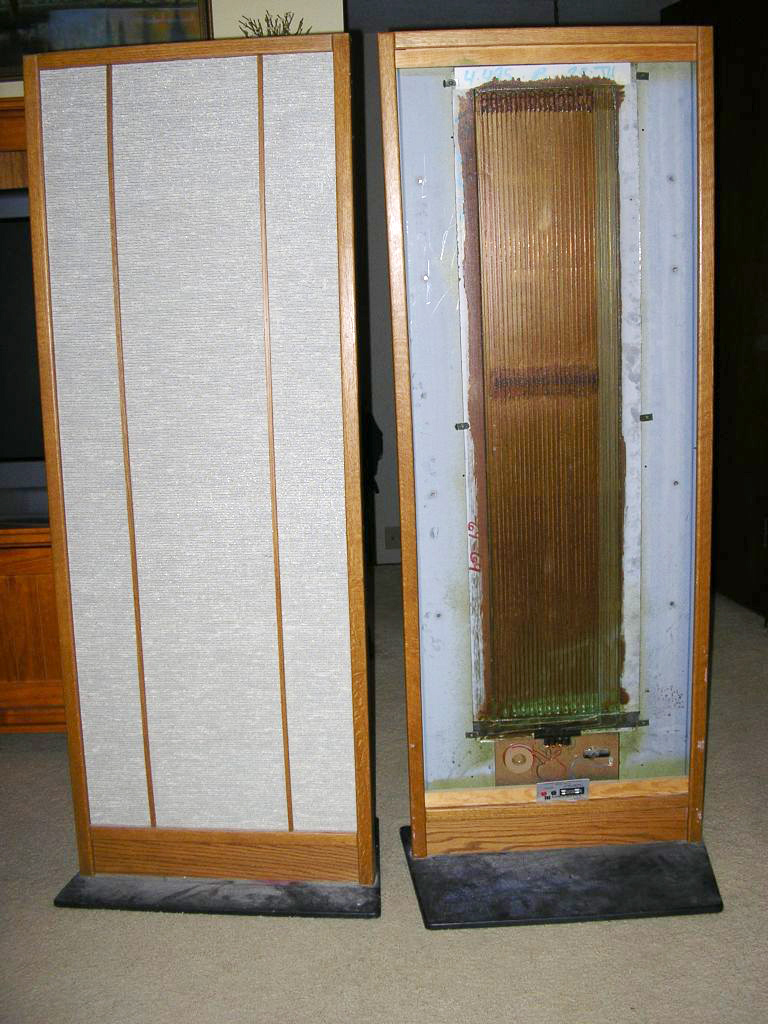
Ett par tidiga Magnepan MG1.

Magnepan är en högtalartillverkare i USA. Magnepanhögtalare skiljer sig från vanliga konhögtalare genom att Magnepans högtalare drivs magnetostatiskt. Membranet består av aluminiumfolie och plast, oftast mylar. Denna drivs av permanentmagneter. När en signal sedan kommer till högtalarna kommer membranet att vibrera.